# إيمي براندون توماس
إيمي براندون توماس (بالإنجليزية: Amy Brandon Thomas)‏ هي ممثلة بريطانية (وحملت سابقاً جنسية المملكة المتحدة لبريطانيا العظمى وأيرلندا)، ولدت في 9 مارس 1890 بلندن في المملكة المتحدة، وتوفيت في 9 مايو 1974.

## وصلات خارجية
- إيمي براندون توماس على موقع IMDb (الإنجليزية)
- إيمي براندون توماس على موقع قاعدة بيانات الفيلم (الإنجليزية)